# 凯瑟琳·帕金森
凯瑟琳·帕金森（英語：Laura Katherine Parkinson，1977年3月9日—）是一位英格蘭演員和喜劇演員。最知名于，在英國第四台情景喜剧系列《IT狂人》中扮演Jen Barber，并因此获得2011年英國學術電視獎提名。凯瑟琳也是英国电视节目外科医生马丁的主演之一，在2-4季扮演接待员。参演《新福尔摩斯》第二季，客串莫里亚提帮手。
她曾在牛津大学接受教育。